# Elif Sugan
Elif Ana (* 1908 in Akdemir, Pazarcık, Provinz Kahramanmaraş, Türkei; † 30. September 1991; bekannt als Elif Ana („Mutter Elif“)) war eine alevitische Heilerin und spirituelle Führerin.

## Leben
Elif Ana wirkte hauptsächlich in ihrem Heimatdorf Akdemir. Als alevitische Ana („Mutter“) war sie nicht nur eine Heilerin, sondern auch eine spirituelle Anführerin, die ihre Gemeinde in religiösen und sozialen Fragen leitete. Sie starb am 30. September 1991. Ihr Grabmal in Akdemir wurde bald nach ihrem Tod zu einem Ort der Verehrung. Viele Menschen besuchen seither das Grab, um ihrer zu gedenken, um spirituelle Führung zu bitten oder um Heilung zu suchen. Die Türbe von Elif Ana ist zu einem Pilgerziel geworden.

## Nachwirkung
Elif Ana bleibt eine bedeutende Figur im Alevitentum. Ihr Leben und Wirken sind in der Region Kahramanmaraş und darüber hinaus gut in Erinnerung geblieben, und sie wird weiterhin von vielen Menschen verehrt. Ihre Geschichte und ihr Einfluss wurden auch in kulturellen Darstellungen, wie dem 2022 erschienenen Film „Elif Ana“, festgehalten, der ihr Leben und ihre Bedeutung für die Gemeinschaft nachzeichnet.